# Channapatna
Channapatna è una città dell'India di 63.561 abitanti, situata nel distretto di Bangalore Rurale, nello stato federato del Karnataka. In base al numero di abitanti la città rientra nella classe II (da 50.000 a 99.999 persone).

## Geografia fisica
La città è situata a 12° 39' 0 N e 77° 13' 0 E e ha un'altitudine di 738 m s.l.m..

## Società

### Evoluzione demografica
Al censimento del 2001 la popolazione di Channapatna assommava a 63.561 persone, delle quali 32.143 maschi e 31.418 femmine. I bambini di età inferiore o uguale ai sei anni assommavano a 7.565, dei quali 3.924 maschi e 3.641 femmine. Infine, coloro che erano in grado di saper almeno leggere e scrivere erano 43.258, dei quali 23.205 maschi e 20.053 femmine.